# Cataulacus chapmani
Cataulacus chapmani är en myrart som beskrevs av Bolton 1974. Cataulacus chapmani ingår i släktet Cataulacus och familjen myror. Inga underarter finns listade.